# 西大路御池站
西大路御池站（日语：／ Nishi-Ōji-Oike eki */?），是一個位於日本京都府京都市中京區西之京東中合町，屬於京都市營地下鐵東西線的鐵路車站。
設置於西大路御池交差點正下方。車站編號是T16。

## 歷史
- 2008年（平成20年）1月16日 - 京都市營地下鐵東西線的二條站延伸開通至太秦天神川站而開業[3]。

## 車站構造
月台是島式1面2線，設有月台閘門。閘口只設1個。
東西線車站設有車站顏色，此站的車站顏色是向日葵色。

### 月台配置
| 月台 | 路線   | 方向 | 目的地                             |
| ---- | ------ | ---- | ---------------------------------- |
| 1    | 東西線 | 下行 | 往太秦天神川                       |
| 2    | 東西線 | 上行 | 烏丸御池、六地藏／琵琶湖濱大津方向 |

## 利用狀況
2016年（平成28年）度的1日平均上下車人次為11,920人。
開業以後的1日平均上下、上車人次如下表。
| 年度               | 1日平均 上下車人次 | 1日平均 上車人次 | 來源  |
| ------------------ | ------------------ | ---------------- | ----- |
| 2007年（平成19年） | 1,300              | 675              | [ 7 ] |
| 2008年（平成20年） | 7,655              | 3,905            | [ 7 ] |
| 2009年（平成21年） | 8,291              | 4,232            | [ 7 ] |
| 2010年（平成22年） | 8,883              | 4,513            | [ 7 ] |
| 2011年（平成23年） | 9,339              | 4,745            | [ 7 ] |
| 2012年（平成24年） | 9,879              | 5,019            | [ 8 ] |
| 2013年（平成25年） | 10,243             | 5,205            | [ 8 ] |
| 2014年（平成26年） | 10,759             | 5,466            | [ 8 ] |
| 2015年（平成27年） | 11,306             | 5,745            | [ 8 ] |
| 2016年（平成28年） | 11,920             | 6,057            | [ 6 ] |

## 相鄰車站
京都市交通局（京都市營地下鐵）
 東西線
二條（T15）－西大路御池（T16）－太秦天神川（T17）

## 外部連結
- 西大路御池站 （页面存档备份，存于） - 京都市交通局